# ニクラス・エリアソン
ペア・ニクラス・エリアソン（Per Niclas Eliasson, 1995年12月7日 - ）は、スウェーデン・ハッランド県ヴァールベリ出身のサッカー選手。AEKアテネFC所属。スウェーデン代表。ポジションはMF。

## クラブ経歴
2012年にファルケンベリFFと契約。翌2013年にトップチームに昇格。プロ1年目の同年シーズンはスーペルエッタン (2部リーグ)ながら先発に定着し、29試合1ゴールを記録。翌2014年AIKソルナに移籍。同年シーズンは初の1部リーグで16試合1ゴールを記録。翌年シーズン以降出場機会が減少し、2016年シーズン途中にIFKノルシェーピンに移籍。2017年シーズンは途中まで17試合3ゴールを決めた。
2017年8月8日、ブリストル・シティFCと3年契約を締結。加入後起用され、2018-19シーズン以降は先発に定着。しかし、チームは3シーズンでEFLチャンピオンシップ (2部リーグ)で11位、8位、12位に終わり、プレミアリーグ昇格までには至らなかった。
2021年10月2日、ニーム・オリンピックと3年契約を締結した。
2022年8月29日、AEKアテネFCと5年契約を締結した。

## 代表歴
2012年から5年間、各ユース世代のスウェーデン代表でプレー。2017年にはポーランドで開催されたUEFA U-21欧州選手権2017に出場した。
2024年6月5日、デンマーク代表との親善試合でA代表初出場。

## 人物
- 両親はブラジルからの移民のため、ブラジル国籍も所有している。